# Microslaap
Microslaap of secondenslaap is een slaapperiode van korter dan 30 seconden. De meest voor de hand liggende oorzaak hiervan is (over)vermoeidheid, maar ook andere oorzaken zijn mogelijk. Microslaap doet zich vaak voor tijdens monotone activiteiten en komt veelal onaangekondigd. In veel gevallen realiseert de microslaper zich achteraf niet dat hij is ingedommeld.
Microslaap is uitermate gevaarlijk wanneer deze zich voordoet bij bestuurders van voertuigen en zware machines. De bestuurder realiseert zich niet dat hij is ingeslapen en merkt hooguit dat hij ineens een stuk verder is opgeschoten dan hij dacht. Het risico op een ongeval neemt significant toe bij microslaap, want de bestuurder kan niet alert reageren. Met name 's middags tussen 2 en 4 en 's nachts na twaalven is de kans op een microslaap groot. Microslaap is niet alleen bij (vracht)autobestuurders gesignaleerd, maar ook bij treinbestuurders, machinebestuurders en piloten.
Microslaap is lastig te herkennen. Ze komt meestal onaangekondigd, hoewel zich soms van tevoren sufheid en plotseling opkomende vermoeidheid voordoet. Knikkebollen en dichtvallende oogleden kunnen een aanwijzing zijn. De bestuurder kan achteraf merken dat hij is ingedommeld door brandende oogleden, een droge mond, of het plotseling 'opschrikken' uit onoplettendheid.
De oorzaken van microslaap is meestal (over)vermoeidheid, hoewel ook wordt vermoed dat slaapapneu, hypoxie, hypersomnie of narcolepsie in sommige gevallen de oorzaak zijn. De meest voor de hand liggende remedie is dan ook (voldoende) slapen. Het is dan ook aan te raden bij vermoeidheid niet te rijden of bij plotseling opkomende vermoeidheid van bestuurder te wisselen. Wanneer men alleen is kan men desnoods de auto op een verzorgingsplaats tot stilstand brengen en een halfuurtje in de auto slapen. Andere hulpmiddelen zijn het harder zetten van de radio of het praten met anderen in de auto. Men kan zich bij een onderliggende slaapstoornis tot behandeling wenden bij een arts.

## Microslaap en hersenen
Een gangbare opvatting is dat de toestand van slaap geregeld wordt door centra in de hersenstam. Deze zou de activatietoestand van het brein als het geheel, en de overgang tussen waken en slapen reguleren. Tijdens een microslaap treden voor korte tijd veranderingen in de activiteit van zenuwcellen op. In het elektro-encefalogram is dit te merken aan langzame elektrische golven (slow-waves), die kenmerkend zijn voor een toestand van diepe slaap. Microslaap kan in het laboratorium worden onderzocht door middel van slaapdeprivatie. Daarbij worden mensen of proefdieren voor langere tijd verhinderd om in te slapen. Recent dieronderzoek laat zien dat daarbij ook sprake kan zijn van lokale slaap-activiteit in de hersenen. Dit is vastgesteld door bij ratten micro-elektroden in de hersenen zelf te plaatsen. Een verrassende vondst daarbij was dat -gedurende korte perioden- de langzame slaapgolven op specifieke plaatsen in de hersenen zichtbaar waren, en niet overal in het brein. De ratten bleven gewoon wakker, maar maakten wel meer fouten in een aangeleerde taak, als hun hersencellen even indutten. Dit onderzoek lijkt aan te tonen dat tijdens een microslaap vooral zenuwcellen in specifieke delen van de hersenen (en niet overal in het brein) voor korte tijd even worden uitgeschakeld.